# Paranimbus peruanus
Paranimbus peruanus är en skalbaggsart som beskrevs av Wilhelm Ferdinand Erichson 1834. Paranimbus peruanus ingår i släktet Paranimbus och familjen Aphodiidae. Inga underarter finns listade i Catalogue of Life.